# Oakville (Washington)
Oakville je grad u američkoj saveznoj državi Washington. Prema popisu stanovništva iz 2010. u njemu je živjelo 684 stanovnika.